# Platycnemis aurantipes
Platycnemis aurantipes är en trollsländeart som beskrevs av Maurits Anne Lieftinck 1965. Platycnemis aurantipes ingår i släktet Platycnemis och familjen flodflicksländor. Inga underarter finns listade i Catalogue of Life.